# Carl Friedrich Müller (Germanist)
Carl Friedrich Müller (* 28. Juli 1844 in Aurich; † 13. April 1911) war ein deutscher Germanist und Autor.
Carl Friedrich Theodor Müller besuchte das Domgymnasium Verden, studierte ab 1862 in Göttingen Klassische Philologie und Germanistik, wurde 1865 zum Dr. phil. promoviert und machte 1866 sein Staatsexamen. Er wurde Gymnasiallehrer in Flensburg, von 1868 bis 1871 in Stade und dann Oberlehrer an der Kieler Gelehrtenschule. 1888 wurde Müller zum Professor ernannt.
Über Karl Kräpelin erwachte sein Interesse an Fritz Reuter, über dessen Leben und Werk er seitdem forschte und veröffentlichte. Er gab eine Werkausgabe Reuters heraus.

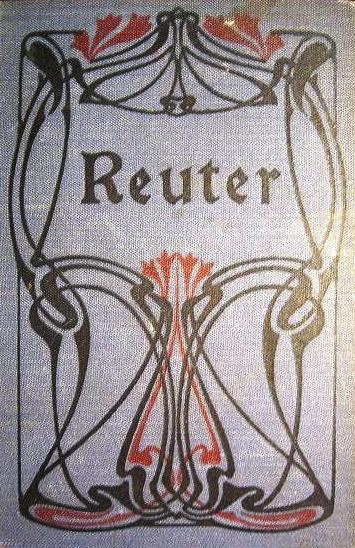
Jugendstileinband der Müllerschen Reuter-Ausgabe

## Werke (Auswahl)
- Karl Kräpelin. Zur Erinnerung an sein Leben und seine künstlerische Tätigkeit. Hamburg 1884
- Der Mecklenburger Volksmund in Fritz Reuters Schriften. Leipzig 1902
- Zur Sprache Fritz Reuters. Leipzig 1902
- Fritz Reuters sämtliche Werke. Vollständige, kritisch durchgesehene Ausgabe in 18 Bänden, Leipzig: Hesse 1905 (Neudruck 1922)
- Zur Textkritik in Fritz Reuters Schriften. Leipzig 1906